# Planococcus citri
Cochenille des agrumes, Cochenille blanche de l'oranger
Espèce
Synonymes
- Coccus citri (Risso, 1813)[1]
- Dactylopius alaterni Signoret, 1875[1]
- Dactylopius brevispinus Targioni Tozzetti, 1881[1]
- Dactylopius ceratoniae Signoret, 1875[1]
- Dactylopius citri (Risso, 1813)[1]
- Dorthesia citri Risso, 1813[1]
- Dorthezia citri Risso, 1813[1]
- Pseudo-Coccus citris Gómez-Menor Ortega, 1929[1]
- Pseudococcus alaterni Fernald, 1903[1]
- Pseudococcus citri (Risso, 1813)[1]

Planococcus citri, communément appelé la Cochenille des agrumes ou Cochenille blanche de l'oranger, est une espèce de cochenilles farineuses originaire d'Asie. Elle a été introduite dans le reste du monde (notamment en Europe, dans les Amériques et en Océanie), où c'est un insecte ravageur. Elle est associée aux agrumes, mais peut attaquer un large éventail de plantes cultivées, de plantes ornementales et d'espèces sauvages.

## Description
Comme les autres cochenilles, Planococcus citri est sexuellement dimorphe. La femelle adulte fait environ 3 mm de long, avec un corps blanc, brunâtre ou rose recouvert de cire blanche. Les bords de son corps sont tapissés de filaments cireux. Elle a une ligne longitudinale gris clair le long du dos. Ses pattes et ses antennes sont brunes. Elle n'a pas d'ailes et ressemble à une nymphe. Le mâle adulte est légèrement plus grand, avec de longs filaments de cire sur l'extrémité postérieure du corps et des ailes fonctionnelles. En vol, le mâle ressemble à un moucheron,.

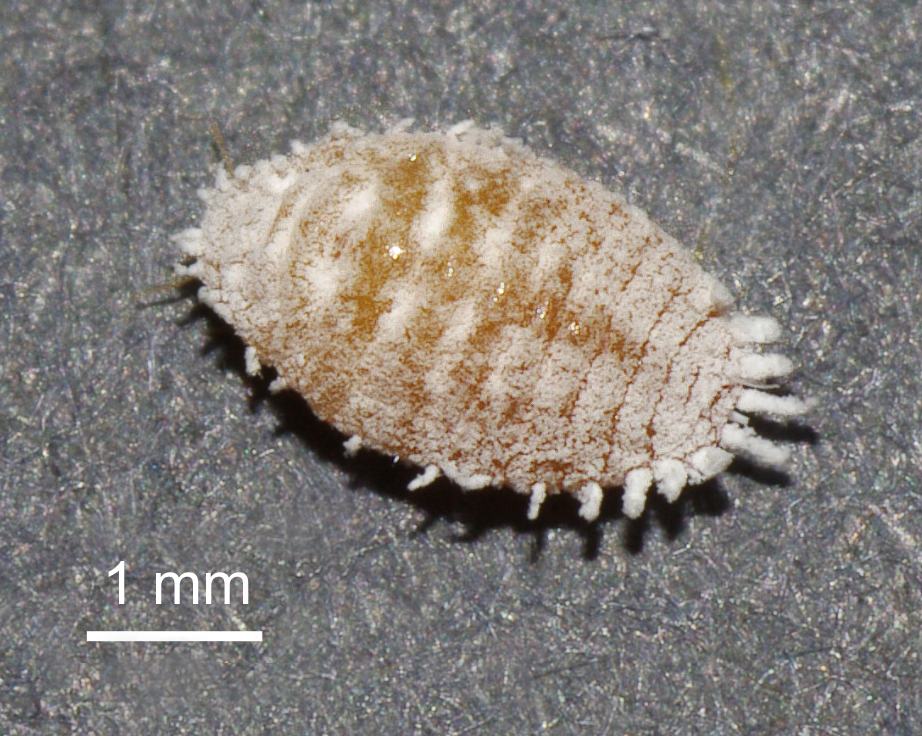
P. citri femelle. La tête est à gauche. La barre d'échelle représente 1 mm.

La femelle dépose des masses d'œufs sur les plantes. Ces masses, appelées ovisacs, sont recouvertes de couches pelucheuses et cotonneuses de filaments de cire,. L'ovisac peut contenir jusqu'à 20 œufs roses ou ambrés, chacun d'environ 0,3 mm de long. La nymphe du premier stade est jaunâtre avec des yeux rouges et une couche de cire. Elle est active et grégaire. La nymphe femelle ressemble à la femelle adulte, tandis que la nymphe mâle est plus longue et plus étroite. Au cours de son développement, la nymphe femelle traverse plus de stades que le mâle, et le mâle connait un stade pré-nymphal,. Le mâle construit un cocon cotonneux pour sa nymphose, contrairement à la femelle.
Planococcus citri ressemble beaucoup à la Cochenille de la vigne (Planococcus ficus (en)) ; les deux espèces se distinguent principalement par la disposition des pores et des conduits tubulaires sur le corps minuscule de la femelle. Cette similitude peut poser problème en agriculture, notamment en lutte biologique : une analyse moléculaire est recommandée pour confirmer l'identité de l'espèce de cochenille afin qu'un parasitoïde approprié puisse être utilisé.

## Taxonomie
Planococcus citri a été décrit pour la première fois en 1813 par le naturaliste niçois Antoine Risso. Elle appartient à la famille des cochenilles farineuses (Pseudococcidae, superfamille des Coccoidea, ordre des Hémiptères).

## Biologie

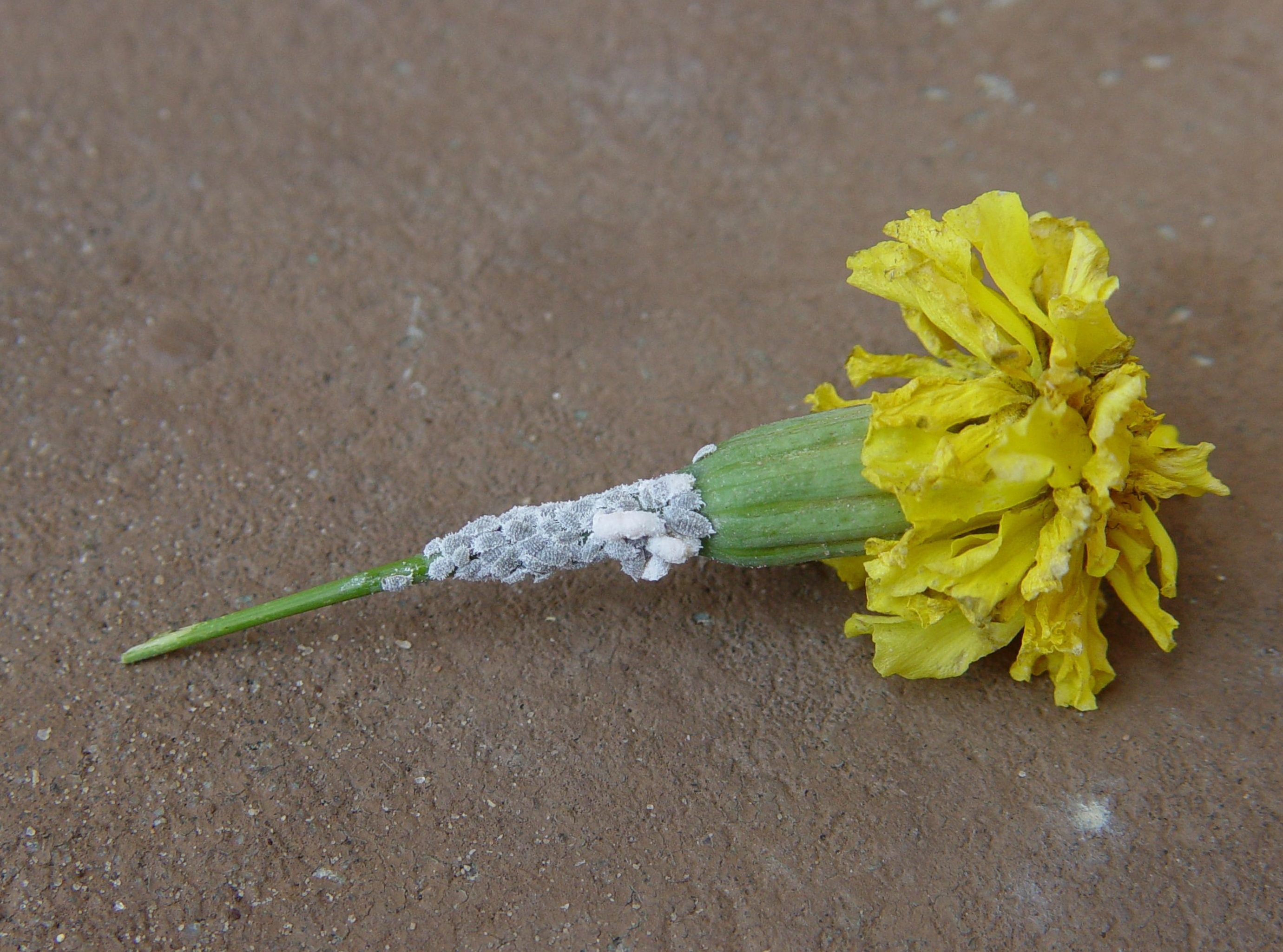
Infestation d'un souci.

La longévité des adultes dépend de la température ; les femelles vivent plusieurs semaines et les mâles moins de trois jours à l'état adulte. Les mâles ne se nourrissent pas durant cette période. Ils prennent leur envol avec leur paire d'ailes unique et cherchent les femelles. La femelle passe sa vie à se nourrir et à produire des œufs. La plupart des autres aspects du cycle de vie dépendent également de la température, notamment la mortalité des œufs, la mortalité des nymphes, la vitesse de développement, le sex-ratio, la fécondité et la durée de la période de ponte.
Lors de l'accouplement, Planococcus citri est connu pour se livrer à un « triple coït » ; une femelle peut s'accoupler avec deux mâles en même temps, et un troisième mâle peut au moins tenter de se joindre au processus. Les mâles passent un ou deux jours de leur vie adulte à s'accoupler, avec environ neuf femelles en moyenne (record observé de 23 femelles).
Il y a généralement plusieurs générations par an. La cochenille est plus commune au printemps et en été, ses populations fluctuant en fonction de la température et des plantes hôtes disponibles. Dans les plantations d'agrumes de Floride, l'abondance maximale est notée au début de l'été. Les cochenilles infestant les plantes dans les conditions constantes des serres ont des populations stables et se reproduisant régulièrement toute l'année.
Toutes les espèces de cochenilles étudiées jusqu'à présent ont des endosymbiotes : des bactéries symbiotiques qui vivent à l'intérieur de leur corps et synthétisent des composés utiles tels que des acides aminés que l'insecte peut utiliser. La plupart des cochenilles examinées contiennent la bêtaprotéobactérie Tremblaya princeps (Candidatus Tremblaya princeps). D'autres taxons bactériens ont également été trouvés récemment chez elles : ses résidents T. princeps contiennent leurs propres endosymbiotes, la gammaprotéobactérie Moranella endobia (Candidatus Moranella endobia ),. Cette disposition emboîtée « en matriochka » d'une bactérie à l'intérieur d'une bactérie à l'intérieur d'un insecte a été comparée à la structure d'une cellule. T. princeps n'a pratiquement aucune fonction métabolique à l'exception de la production d'acides aminés, ayant perdu les gènes de la plupart des autres fonctions vitales. Elle dépend de M. endobia pour son énergie et est même incapable de se reproduire sans elle. T. princeps a attiré l'attention lorsque l'analyse génétique a révélé qu'elle possédait le plus petit génome de toutes les bactéries étudiées jusqu'à présent. À 139 kilo-paires de bases, elle ne possède que 120 gènes environ, ce qui explique pourquoi elle ne peut pas fonctionner sans son endosymbionte.

## Impacts
Planococcus citri peut vivre « sur presque toutes les plantes à fleurs ». Elle est considérée comme un ravageur des agrumes, avec une préférence pour le pamplemousse, mais elle a été trouvée sur des plantes de près de 70 familles. On la trouve sur les fruits, les légumes et d'autres cultures vivrières, notamment l'ananas, la pomme cannelle, la noix de coco, le melon musqué, l'igname, les figues, la fraise, la patate douce, les mangues, les bananes, l'avocat, le palmier dattier, la goyave, la grenade, la poire, la pomme, l'aubergine, le cacaoyer et le soja. Elle infeste les plantes ornementales, y compris les plantes d'intérieur, et est courante dans les serres. On le trouve sur Amaryllis, Begonia, Bougainvillea, Canna, Cyclamen, Impatiens, Narcissus, Nicotiana, sur les cactus, les coléus, les crotons, carex, dahlias, euphorbes, gardénias, roses et tulipes.
Les femelles adultes et les nymphes sucent la sève des plantes avec leurs pièces buccales perçantes. Cela entraîne des dommages sous forme de flétrissement et de chlorose du feuillage, de chute des feuilles, de retard de croissance et parfois de mort de la plante. Les fruits tels que les oranges deviennent grumeleux et décolorés lorsque l'insecte s'en nourrit, et ils peuvent tomber de l'arbre. Les insectes emballés avec les fruits récoltés continuent de se nourrir, augmentant encore les pertes pendant le transport. La cochenille sécrète un miellat qui enrobe les feuilles et les fruits et provoque le développement de la fumagine. Une couche de moisissure peut réduire la capacité des feuilles à effectuer la photosynthèse et rendre les fruits non commercialisables. Planococcus citri est également un vecteur de virus végétaux.

## Gestion
En agriculture, ces cochenilles peuvent être contrôlées avec des méthodes de contrôle culturales, biologiques et chimiques. Tailler les arbres du verger pour qu'ils ne se touchent pas peut aider à ralentir leur propagation. Le nettoyage du matériel agricole et des autres objets utilisés sur le terrain peut aider à empêcher leur transport. Peu d'insecticides sont connus pour être très efficaces contre elles, car elles peuvent se cacher et éviter les pulvérisations, leurs couches de cire résistent à certains produits chimiques et leurs générations qui se chevauchent empêchent un contrôle complet.
Le traitement insecticide a deux problèmes majeurs : P. citri a développé une résistance à certains d'entre eux, et le contrôle de ses populations dépend fortement de ses ennemis naturels, dont le nombre est réduit ou réduit à néant par les insecticides en question. Le  chlorpyrifos est couramment utilisé, mais en Tunisie, un degré élevé de résistance s'est développé, probablement en raison d'un usage répétitif. Pour tenter de prévenir cette résistance, la Californie n'utilise couramment le chlorpyrifos que pendant la dormance de P. citri ou comme traitement post-récolte. (Les vignobles californiens ayant un climat similaire à celui de la Tunisie, ils craignent de subir un sort similaire.))
Il existe une grande variété d'ennemis naturels. Une enquête en Égypte a noté douze espèces de guêpes parasitoïdes sur la cochenille des agrumes. Elle a également enregistré neuf insectes prédateurs, dont des coccinelles, des papillons de nuit, une cécidomyie et une chrysope verte.
Les agents de lutte biologique comprennent un certain nombre de guêpes parasitoïdes qui attaquent les nymphes, notamment Leptomastidea abnormis, Leptomastix dactylopii, Chrysoplatycerus splendens et Anagyrus pseudococci. Les prédateurs comprennent la chrysope brune Sympherobius barberi (en), la chrysope verte Chrysopa lateralis, les larves de syrphes et la larve de la pyrale Laetilia coccidivora (en). La coccinelle Cryptolaemus montrouzieri attaque aussi volontiers la cochenille des agrumes.
Une autre option est un piège collant appâté avec la phéromone sexuelle de l'espèce pour capturer les mâles. La phéromone a été isolée et synthétisée et est disponible dans le commerce,.